# クロム酸銀(I)
クロム酸銀(I)（クロムさんぎん いち、英: silver(I) chromate）は、化学式が Ag2CrO4 と表される銀のクロム酸塩である。赤褐色の単斜晶系の無機化合物である。写真を処理するとき、硝酸銀(I) (AgNO3) とクロム酸カリウム (K2CrO4) の反応によって生ずる。
水への溶解度は7.8×10-5 mol/L。